# Watheroo National Park
Watheroo National Park är en park i Australien. Den ligger i delstaten Western Australia, omkring 200 kilometer norr om delstatshuvudstaden Perth.
Trakten runt Watheroo National Park är nära nog obefolkad, med mindre än två invånare per kvadratkilometer.. Det finns inga samhällen i närheten.
Omgivningarna runt Watheroo National Park är i huvudsak ett öppet busklandskap. Genomsnittlig årsnederbörd är 517 millimeter. Den regnigaste månaden är juli, med i genomsnitt 93 mm nederbörd, och den torraste är december, med 10 mm nederbörd.